# Nimritz
Nimritz település Németországban, azon belül Türingiában. Lakosainak száma 349 fő (2023. december 31.).

## Népesség
A település népességének változása:
| Lakosok száma | 320  | 316  | 327  | 324  | 336  | 349  |
|               | 2014 | 2017 | 2019 | 2021 | 2022 | 2023 |